# 稻鄉飲食文化博物館

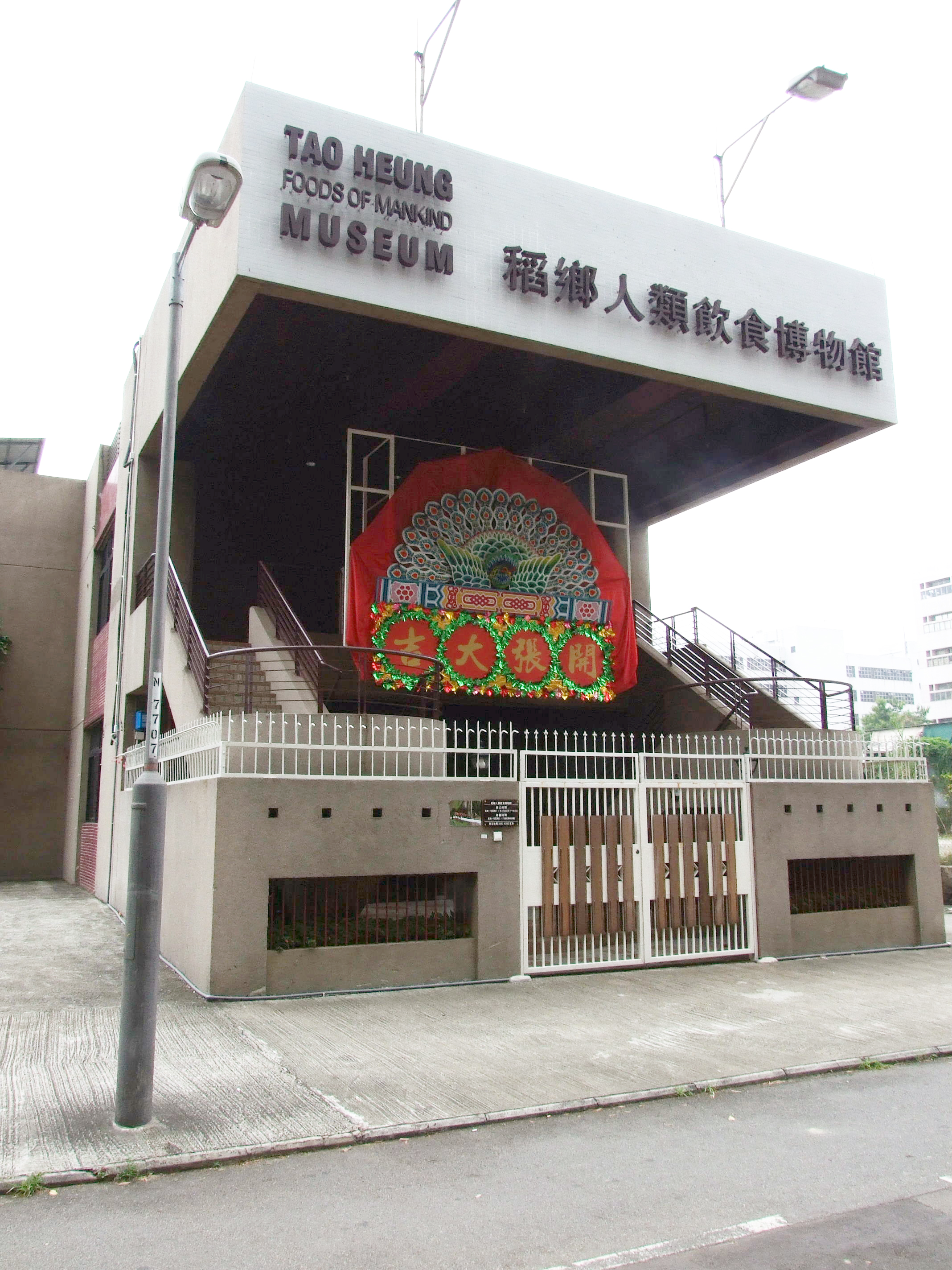
前身位於粉嶺樂天街的稻鄉人類飲食博物館

稻鄉飲食文化博物館是香港的一所私人博物館，由稻香集團營運，館址位於香港新界沙田火炭坳背灣街13號1樓。

## 历史
該館原稱人類飲食博物館，由羅金成及其友人合資創辦，原址位於粉嶺安樂村樂天街1號，在2002年7月至2005年9月間營運。博物館樓分兩層，面積約7,900平方呎，展示各國的飲食文化，包括世界各地的食具、器皿、香料等。該館曾舉辦各種飲食活動，如法式田園燒烤、圍村盆菜、花茶、水餃等試食活動，並有專人導賞。當時人類飲食博物館只於星期日及假期開放。
2005年10月該館得到稻香集團注資接辦，更名為稻鄉人類飲食博物館重新裝修開放，展覽包括容器及煮食用具展品、中西調味料、茶與咖啡種類及用具介紹，另有中西式婚宴區、模擬舊式酒樓實景場地的港式酒樓文化區，稻香集團的歷史及演變，展示1950至60年代的香港茶樓文化，並將1977年舉辦滿漢全席的菜餚重演。重新開放後，該館改為不收入場費，只接受團體預約參觀。
2008年7月，博物館遷往火炭新址重新開幕，並更名為稻鄉飲食文化博物館。新館址佔地約5,000平方呎，分為稻米區、匙筷區、香料區、大自然區及世界奇趣區等五個展區。館內掛有昔日油麻地國賓大酒樓的龍鳯木雕，於1970年代以原木雕刻而成。公眾人士參觀時間為星期六、日及公眾假期9:30-10:45、11:00-12:15、14:30-15:45及16:00-17:15，參觀者必须提前通过电话或網上預約，获得預約成功确认后方可按预约时段前往参观。

## 圖集

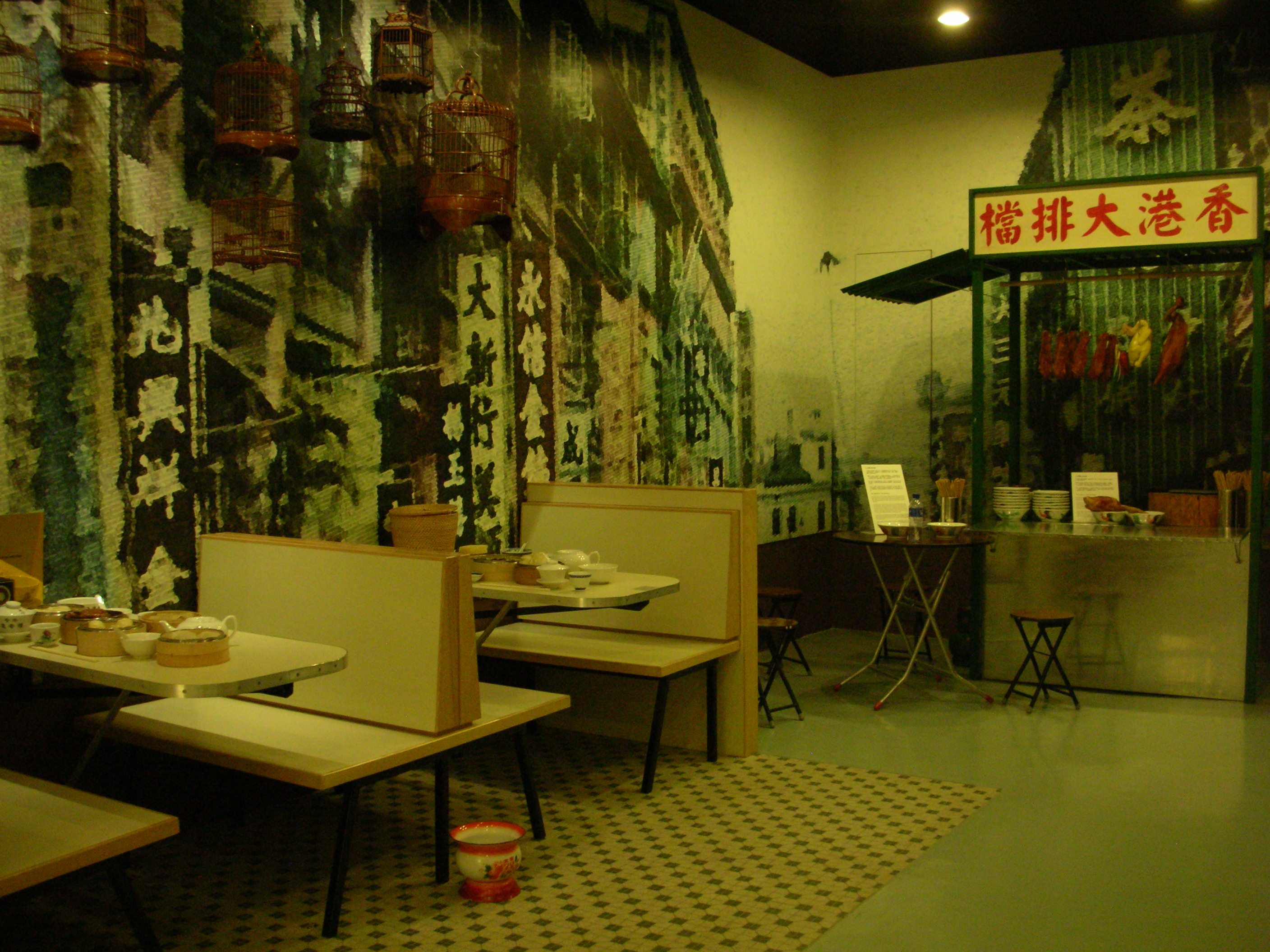
博物館火炭新址內大排檔和舊式茶樓場景
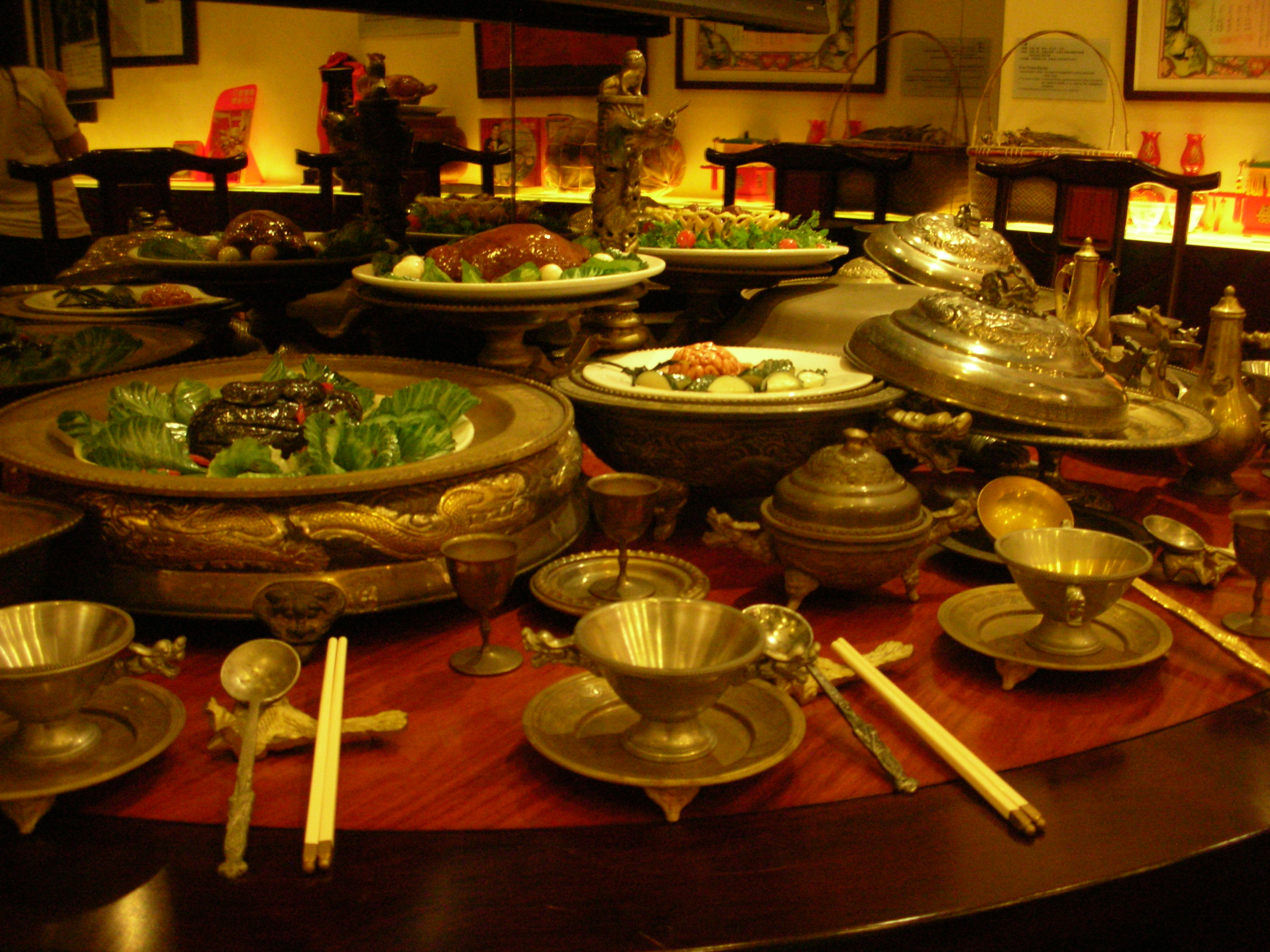
滿漢全席場景，左一為猩唇，左二為猴腦
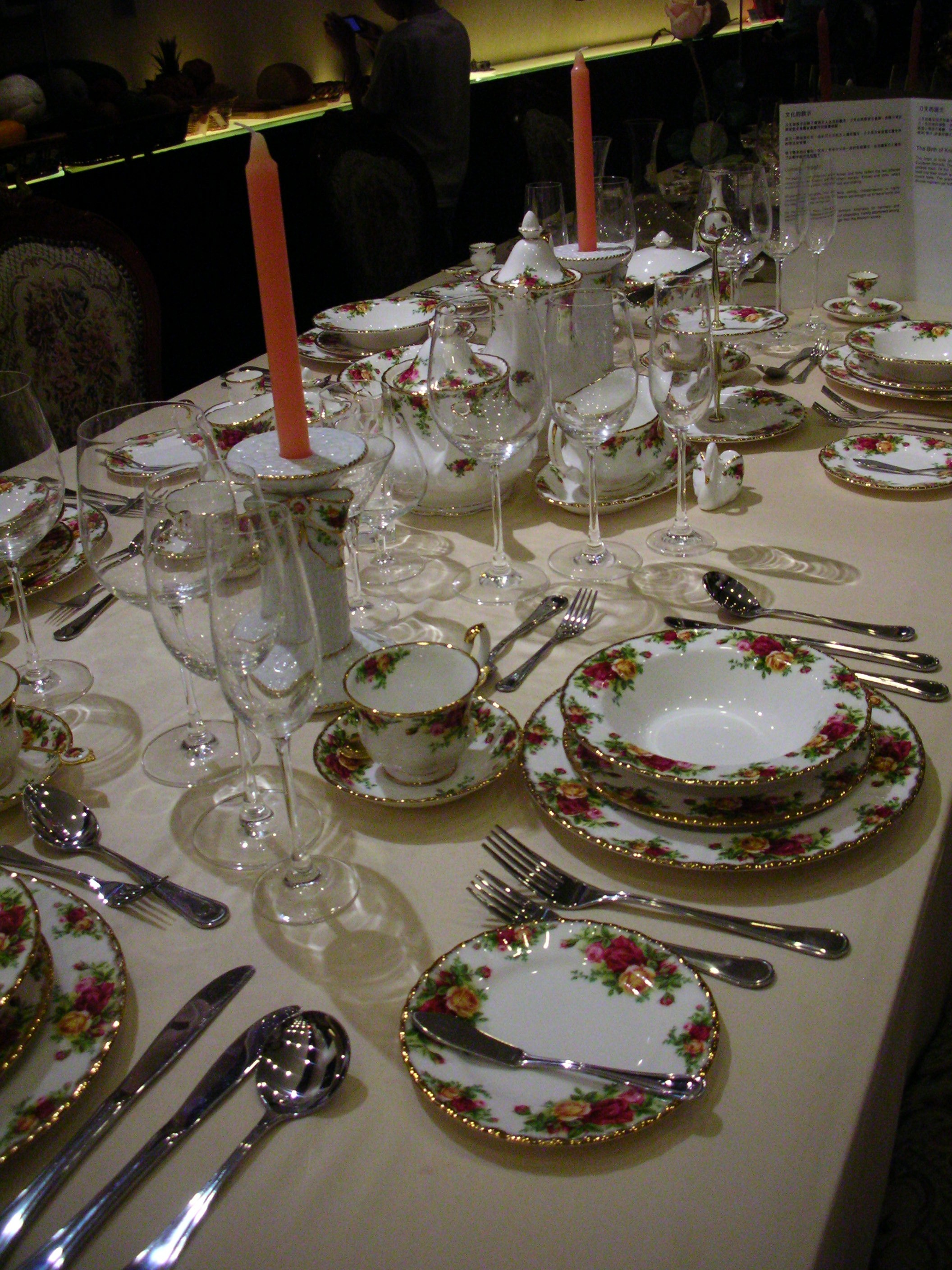
西餐餐具

22°29′58″N 114°08′44″E / 22.499346°N 114.145502°E

## 外部連結
- 稻鄉飲食文化博物館（官方網頁） （页面存档备份，存于）
- 飲食博物館「擺」滿漢全席 稻香250萬元裝修 展舊式茶樓文化（太陽報2005年12月17日） （页面存档备份，存于）